# フランスの医療

OECD各国の一人あたり保健支出（青は公的、赤は私的）

フランスの人口ピラミッド

フランスの医療は、社会保険制度によるユニバーサルヘルスケアが達成されており、その所管はフランス厚生省である。公立病院、非営利団体による病院（公的医療と提携している）、私的営利病院という3種類の病院が存在する。2000年の世界保健機関調査において、フランスは世界の医療制度の中でも総合的に最善な医療（close to best overall health care）を提供していると評された。2011年では、平均寿命は82歳（OECDで6位）、医療費はGDPの11.6%ほど（一人あたり4,118米ドル、OECD欧州国で第2位）、公的支出はおおよそ67%ほどであった。

医療制度の理念は連帯（Solidarity）であり、傷病の大きい人ほど支払は少なくなる。特定の深刻な傷病（AIDS、深刻な精神疾患、医療補助が必須な人々）には、保険者は100%の払戻を行っており、自己負担は免除される。公的医療受給では医療費の平均70%が、償還払いで保険負担となり、高額および長期医療は100%保険負担となる。補助的医療については私保険から調達するが、その多くは非営利組織によるものである。
保険財政・運営統治など保険制度の運営は、保険者ではなく政府が責任を負っており（ドイツの社会保険制度とは異なる）、政府によって収入レベルごとの自己負担額、医薬品およびサービスの自己負担額などが決定されている。かつて保険のカバー範囲は加入している社会保険基金（勤労者・退職者など）によりけりであり、また貧困層が排除されていたが、2000年にリオネル・ジョスパン政権によってユニバーサルヘルスケア法（Couverture maladie universelle, CMU法）が施行され全市民に広がった。

## 医療制度

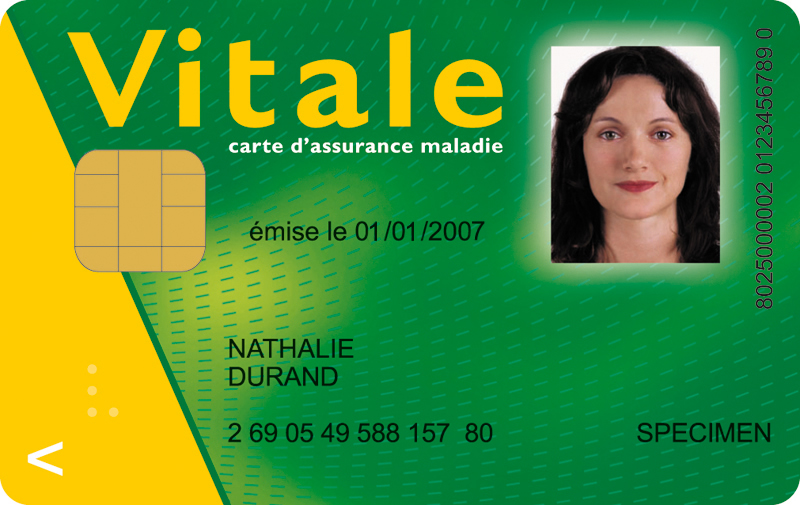
医療保険受給のためのヴィタルカード(Carte Vitale 2)

現在の医療制度は1945年に創設の制度をもとにしており、それに様々な変更が加えられて運営されている。今日においてもこの制度は基本的な部分は同様であり、法的な強制保険制度とされ、市民はすべて保険料を納めなければならない。保険者は職域保険であり市町村国保のような地域保険は存在せず、退職後も職域保険に留まりつづけることになる。

### 公的医療保険

OECD各国の種類別保健支出財源。
水色は政府一般歳出、紫は社会保険、赤は自己負担、橙は民間保険、緑はその他

社会保険制度を採用しており、全ての市民および法定フランス居住者はいずれかの法定プログラムに加入し、収入から拠出を行っている。人口の95%が主要3制度に加入しており、最大の全国被用者疾病保険金庫（商工労働者とその家族向け、CNAMTS）には人口の84%が加入し、ほか、農業労働者向け（MSA）、農業以外の自営業者向け（国営保険、RSI）となっている。保険者は非営利団体であり、年に一度、州政府と医療費歳出について交渉を持つ。
強制保険モデルであるため、医療制度は従来保険（自動車や火災保険のようなリスクベース保険料）モデルではなく、一般税収モデルで効率的に調達されている。雇用者の場合は自動的に、保険料が賃金から基金へ天引きされる。
リオネル・ジョスパン政権による1998年の改正では、雇用主が収入の12.8%、雇用者が収入の6.8%を拠出する。改正によって高収入者にはさらに追加で拠出を行わなければならず（収入は給与所得に限定されない）、これによって、これまで収入の6.8%であった割合が0.75%まで下落した。総収入に幅広く課税されるようになり、ギャンブル税は医療目的用途となり、社会福祉受給者も供出を行わなければならなくなった。2001年の社会保険基金法では、公定医療保険プランの保険料は、給与所得・金融所得・ギャンブル所得について5.25%、福利厚生(年金)については所得の3.95%と定められた。
また医療費の高額化に対処するため、政府は2004年と2006年に改革を行い、専門医療において全額払戻を受けるには総合診療医（GP）の紹介状を必要とすること、また法定自己負担額として、医師受診あたり1ユーロ、処方薬あたり0.5ユーロ、入院一日あたり16-18ユーロ、また高額制度などが定められた。これらの規定は16歳未満の子供（既に他の福祉プログラムを受給しているため）、フランス非居住の外国人（母国の国民保健プログラムとフランス社会保険庁で国際協定を結んでいるため）、フランス海外領土の医療制度に加入している人、最小の医療扶助受給者（minimum medical assistance）には適用されない。

### 私医療保険

OECD各国の民間医療保険種別。
橙は基礎的、水色は自己負担部の補償、緑はオプション的、紫はそれらの重複。
フランス市民の95%は私保険に加入している

民間による補助的医療保険市場が存在し、公的保険の対象とならない費用が対象となり、多くの種類が存在する。市民の95%は私医療保険に加入しており、民間保険市場の競争は非常に激しい。これらの保険は雇用主から提供されることもあり保険料は割安となる。しかし通院時負担金（1ユーロ）や、GP紹介状なしの専門医受診に対しての保険支給は禁止されている。

### 費用と払戻額
公的医療保険の支給は償還払い制を採用しており、医療者に対し患者が直接医療費を支払ったのち、75-85%ほどが保険で払い戻される。公的制度が全額を負担することはなく（参加の原則、le principe de participation）、残額については自己負担となるが、もし患者が私保険に加入していれば一部が支払われる。国全体では、自己負担のおおよそ半額が私保険から支払われている。
2004年から「かかりつけ医」制度が導入されており、紹介状なしに他の医師を受診した場合、協定価格から外れる部分の医療については公的保険からも私保険からも償還を受けることはできない（フリーアクセス制限）。
医療費のおよそ9.4%は、公的保険、私保険からも償還されない自己負担となっている。
| 処置                                    | 費用              | 払戻割合(%) | 患者自己負担     |
| --------------------------------------- | ----------------- | ----------- | ---------------- |
| 総合診療(Generalist consultation)       | 23 €              | 70%         | 6,60 €           |
| 専門科診療(Specialist consultation)     | 25 €              | 70%         | 7,50 €           |
| 精神科診療(Psychiatrist consultation)   | 37 €              | 70%         | 11,10 €          |
| 心臓外科診療(Cardiologist consultation) | 49 €              | 70%         | 14,17 €          |
| 虫歯修復(Filling a cavity)              | 19,28 € - 48,20 € | 70%         | 5,78 € - 14,46 € |
| 歯科根管充填(Root canal)                | 93,99 €           | 70%         | 28,20 €          |
| 口腔清掃(Teeth cleaning)                | 28,92 €           | 70%         | 8,68 €           |
| 医薬処方(Prescription Medicine)         | 様々              | 35 – 100%   | 様々             |
| イブプロフェン30錠(200 mg)              | 2,51 €            | 60%         | 1,00 €           |

現在、私保険からの支給割合は、病院治療費については3.7%に減少したが、その他の分野では義手義足(21.9%)、医薬品(18.6%)、歯科医療(35.9%)と未だに比率が高い。

### 評価
医療経済学者Jean de Kervasdouéによれば、フランスの医療は非常に高品質であり、「世界の医療においてアメリカ型システムの代替となる唯一の制度である」とされる。彼によればフランスの外科医・内科医・精神科医・救急医療制度(SAMU)は世界各国の参考になるという。しかし彼は、病院は43ものの政府規制機関からチェックを受けなければならず、それらの官僚があら捜しに走っているという事実もあると批判している。彼によれば政府はフランスの病院機能を連日のように取り締まりすぎているという。たとえば日本、スウェーデン、オランダの医療制度では、フランスとほぼ同等の効率性をGDPの8%以下の費用で達成している（フランスではGDPの10%以上）。

## 医療従事者
医師数は2007年には28万人ほどで、その約半数が総合診療医（GP）として就業している。GPはたいてい自由診療も行っているが、医師収入の大部分は公的保険基金によるものである。
フランス医師の収入は米国に比べて約6割ほどであるが、医科大学の授業料は無料であり、また医療事故保険が米国より安価のため、出費がかさまない。

### 総合診療医
フランスでは総合診療医（médecin généraliste、通称docteur, GP）が市民の長期医療に責任を持っており、予防医療、教育、専門性が求められない傷病について医療を施す。また深刻な傷病についての日常的フォローアップも行う（急性期以降から専門医受診まで）。
また疫学統計調査、法医学（ケガの保険金請求証明、スポーツ証明書、死亡証明、精神疾患による措置入院）、救急医療（SAMU）の役割も担っている。患者が通院できない時は在宅訪問医療も行い（特に老人と小児）、また夜間休日も診療する義務がある。
GPのほとんどは独立開業医であるが、一部はチームで就業している。フランスの医療制度において、GPは強いゲートキーパー役ではなく、市民は専門医を含めどのような医療提供者へも受診することができ、外来医療は様々なものが存在する。（しかしGPの紹介状が無い場合は保険支給は受けられない）。

## 医療機関

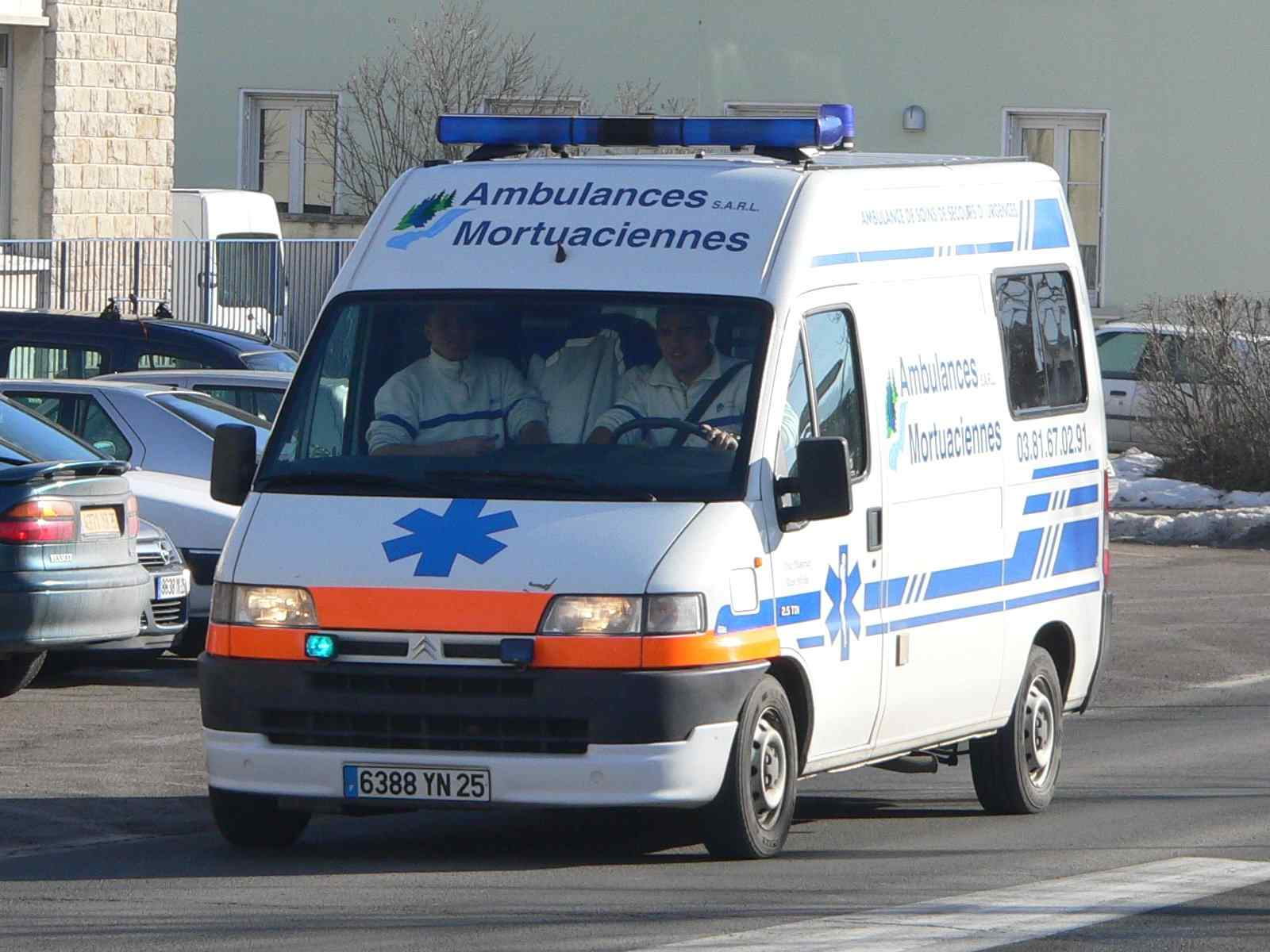
ポンタルリエの民間救急搬送

病院資源の62%は公設公営の病院である。それ以外は、非営利団体の病院（財団・宗教団体・保険組合などが所有し公的機関と連携している）と、営利団体の病院が半々（18%）である。

### 救急医療

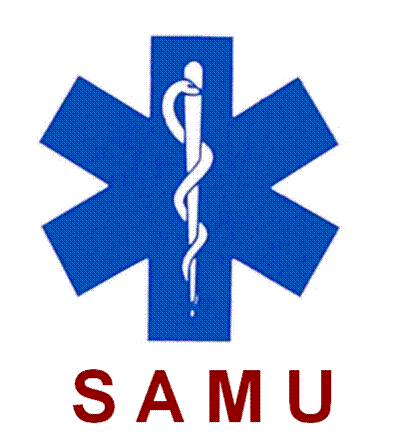
SAMU Logo

救急医療は様々な公的医療機関が関係するが、それらの指揮役を果たすのはService d'Aide Médicale Urgente（SAMU、救急医療支援サービス）である。SAMUの業務は以下となる。
- 救急通報を受けつけ、患者のニーズを聞き出す
- 患者に最適な医療ソリューションを決定する
- 最も適切な移動型医療を手配する（MICU、救急車、パラメディック）
  - もしくは適切な代替手法を患者に指示する（プライマリケア外科、病院医療）
  - もしくは電話にて医療アドバイスを提供する

SAMUは積極的なトリアージを行っており、通報において実際に救急車が出動するケースは65%に過ぎない。救急通報からの現地到着時間は、10分以内が80%、15分以内では95%であった。

## 医療の質
政府機関であるANAES(Agence Nationale d'Accréditation et d'Evaluation en Santé、The National Agency for Accreditation and Health Care Evaluation)が診療ガイドライン勧告発行の責務を負っている。
また患者の権利については、国立医療事故補償公社（ONIAM）が医療過誤の仲裁を行っている。

## 歴史

OECD各国の平均余命

フランスの社会保障制度は労働組合による共済組合に由来しており、財源の6割ほどは保険料である。
フランスの社会保障制度の設立黎明期では、英国のベヴァリッジ報告書（1942年）が参考にされ、万人に等しく保障を行う単一型モデルが目標とされた。しかしそれは、公的社会保障よりも高品質な従来の保険を受給していた職能団体らから強い反発を受けたため、従来制度に残存することも可能な制度に修正された。制度によって、全ての労働者は収入に応じて医療基金に拠出を行わなければならず、その額は傷病リスクによって変化し、払戻割合はさまざまでであった。その子供・配偶者・両親も同じように保障を受けられた。基金機構は自由に予算を編成することができ、予算に応じて払戻割合を自主的に決定していた。
しかし1945年からは数多くの変革が加えられた。まず複数の医療基金（一般・独立・農業・学生・公務員）において払戻割合は同一となった。2000年より、政府はこれまで法定制度に加入していなかった人（未就業かつ未就学、すなわち富裕層もしくは貧困層）にも医療を提供するようになった（CMU法）。これら未就業層向けの制度は一般税収を原資としてCNAMTが引き受け、就業者向けの制度よりも払戻割合は多くしている。